# جان داگلاس (بازیکن فوتبال)
جان داگلاس (انگلیسی: John Douglas؛ زادهٔ ۱۳ مارس ۱۹۶۱) بازیکن فوتبال اهل بریتانیا است.
از باشگاه‌هایی که در آن بازی کرده‌است می‌توان به باشگاه فوتبال دارلینگتون اشاره کرد.